# Gingins
Gingins is een gemeente en plaats in het Zwitserse kanton Vaud, en maakt deel uit van het district Nyon.
Gingins telt 1042 inwoners.